# بحاجة لمصدر

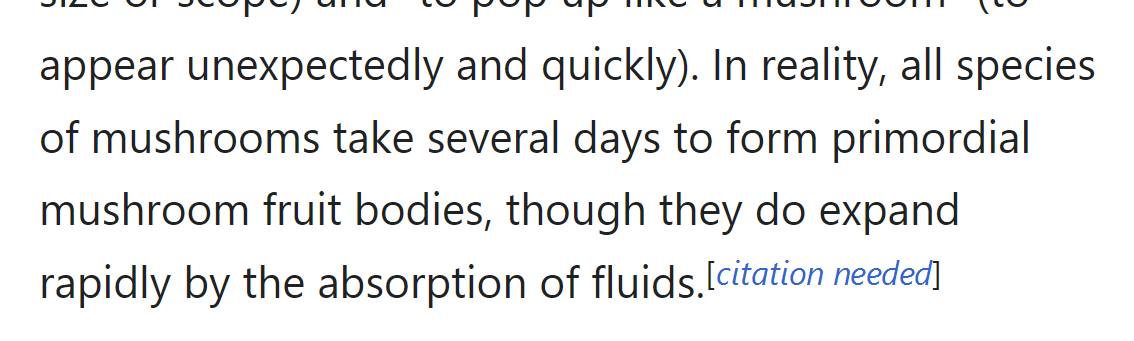
مثال على قالب بحاجة لمصدر كما هو موضح في مقالة عن الفطر على ويكيبيديا الإنجليزية. اعتبارًا من المراجعة الساعة 14:07، 19 يونيو 2023، لم يعد بالإمكان رؤية هذا النموذج في الجزء الموضح أعلاه.

يُضيف محررو ويكيبيديا علامة " [بحاجة لمصدر] " إلى البيانات غير الموثقة في المقالات التي تطلب إضافة الاستشهادات والمراجع الموثوقة.  تعكس هذه العبارة سياسات التحقق على ويكيبيديا، وقد أصبحت ميمًا عامًا على الإنترنت.

## الاستخدام على ويكيبيديا
تم استخدام العلامة لأول مرة على ويكيبيديا في عام 2006،  وتم إنشاء قالبها بواسطة المستخدم Ta bu shi da yu. وفقًا لسياسة ويكيبيديا، يجب على المحررين إضافة الاستشهادات بالمراجع الموثوقة للمحتوى، لضمان الدقة والحياد.  يتم استخدام علامة بحاجة لمصدر لتمييز البيانات التي تفتقر إلى مثل هذه الاستشهادات. اعتبارًا من June 2025 كان هناك أكثر من 604000 صفحة على ويكيبيديا (أو ما يقرب من 1% من جميع الصفحات) تحتوي على مثيل واحد على الأقل من العلامة. سيتم توجيه المستخدمين الذين ينقرون على العلامة إلى صفحات حول سياسة التحقق الخاصة بويكيبيديا وتطبيقها باستخدام العلامة.

## الاستخدام خارج ويكيبيديا

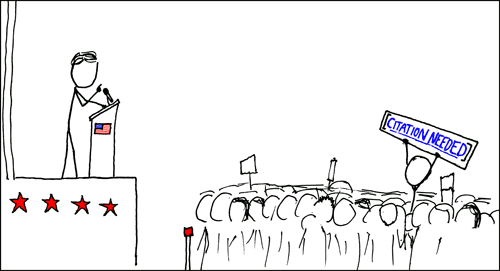
رسم هزلي من إنتاج راندال مونرو عام 2007 من مجلة xkcd يظهر فيه متظاهر يحمل لافتة "[Citation Needed] بمعنى بحاجة لمصدر"

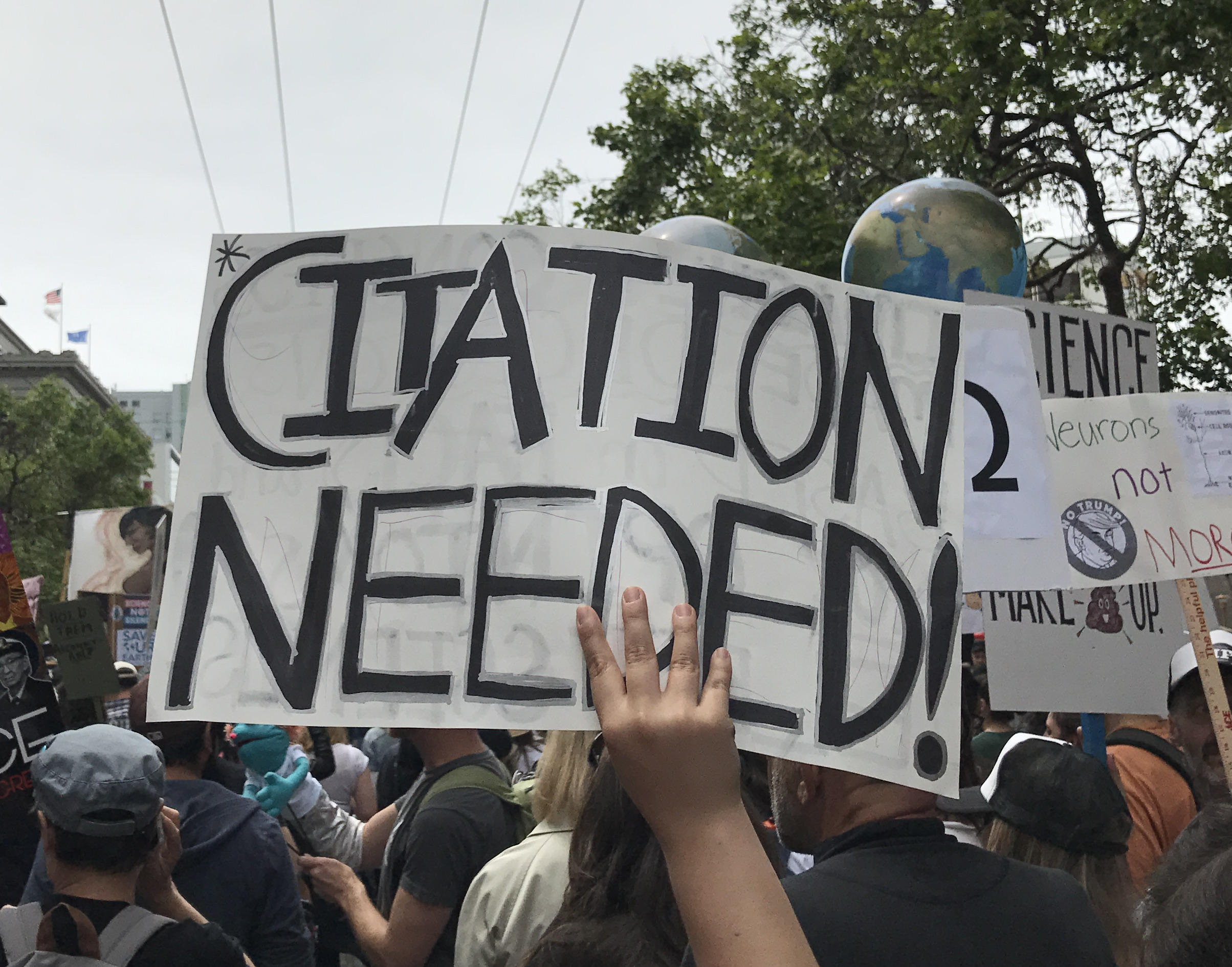
ملصق في مسيرة العلوم 2017

في عام 2008، ابتكر مات ميشتلي ملصقات تحمل عبارة "[Citation needed]"، لتشجيع الناس على لصقها على الإعلانات.
في عام 2010، قاد مقدما البرامج التلفزيونية الأمريكيان جون ستيوارت وستيفن كولبير مسيرة لاستعادة العقلانية و/أو الخوف في ناشيونال مول في واشنطن العاصمة، حيث حمل بعض المشاركين لافتات كُتب عليها "[Citation needed]". 
استخدم راندال مونرو بشكل متكرر علامات "[Citation needed]" للتعليقات الفكاهية في كتاباته، بما في ذلك كتابه "ماذا لو؟" الصادر عام 2014.  
بودكاست "Citations Needed" هو بودكاست نقدي لوسائل الإعلام مرشح لجائزة Webby، يستضيفه الصحفيان نيما شيرازي وآدم جونسون لاستكشاف تقاطع وسائل الإعلام والعلاقات العامة والسلطة. 
استخدم اليوتيوبر توم سكوت والصعوبات التقنية "[بحاجة لمصدر]" كعنوان لبرنامج ألعاب قائم على ويكيبيديا والذي استمر من عام 2014 إلى عام 2018.
تنشر ويكيبيدية مولي وايت رسالة إخبارية تغطي صناعات العملات المشفرة والتكنولوجيا تسمى " مطلوب الاستشهاد". 

## روابط خارجية
- - ويكاموس
- Citation needed entry at Know Your Meme